# 蘿球社角色列表
此列表是『蘿球社！』內的登場人物的介紹，譯名以台灣角川中文版為準。劇情進度範圍以台灣角川授權小說中文版進度、以及原始電視台及Animax Asia播放的動畫版進度為準。
※廣播劇與動畫版的聲優皆相同。

## 主角
長谷川昴（聲優：梶裕貴）
本故事的主角，七芝高校一年10班的學生。籃球位置是控球後衛（PG）。中學時以卓越的領導能力將原本第一輪比賽就敗退的桐原中學籃球社在三年內打入了準決賽，也有了「桐原中學的智將」的稱號。打球的風格為從球場佈署中觀察形式後再找出適當攻擊模式的戰略型，曾因為葵如同山豬那樣的直衝打法這點和她吵架過。而他的攻擊模式也傳承到他帶的慧心女籃隊上。
擔任教練的期間，領悟了適合自己的打法—以「水」一般的方式，將鬥志潛藏在心中，以平靜的心情進行攻擊的動作。當前的目標為在擔任教練期間，將「挑射」（scoop shot）練到爐火純青的地步。
家庭成員為父親長谷川銀河、母親長谷川七夕、阿姨篁美星。父親通常在外出差不在家，家裡通常只有自己和母親兩人，而阿姨不時會到家裡湊熱鬧。
中學時就讀於桐原中學，上高中時以推薦入學的方式進入體育保生班。原本是一個熱愛籃球的高中男子籃球社員，不過在進高中後，由於籃球社長的不軌行為關係害籃球社停止活動一年，這惡耗一出，他開始過著沒目標又失魂的日子。此時在小學當老師的阿姨－篁美星，半強迫的將他請來小學女子籃球隊當臨時教練一星期（一星期練習三次，故動畫直接說作三天），而他在臨時教練一星期間，開始跟女子籃球隊培養出宛如革命般的情感，漸漸也從她們身上找回當初對籃球不服輸的熱情。
在守住女子籃球隊後雖然婉拒了繼續擔任教練的職務，但後來智花向他挑戰，只要她連續進五十球罰球，就要昴繼續擔任她們的教練。而後在智花挑戰連進五十個罰球成功後，正式成為慧心女籃社的教練，並在每天早上都會和智花進行一對一的晨練。在這期間受到女子籃球隊大家的幫助很大，尤其是智花，對他而言智花不只是他的學生、愛徒，也是恩人。
後來為了能夠在一年之後重建籃球社並打進全國大賽，昴除了從擔任教練的經驗中學習以外，也另外和幾個好友成立了非正式的籃球同好會，由慧心女籃沒有進行社團活動的這段時間進行同好會的籃球活動。

## 慧心學園
私立學校，從小學部到大學部都有。小學部與中學部設置於美南市郊外。原本慧心小學並沒有女子籃球社，在之前體育課中一場籃球男女對抗賽之後成立。

### 女子籃球社六年級成員
成立之初時只有以下五名成員，由長谷川昴擔任教練，守護這個地方並讓孩子們在籃球之下成長。成員之間擁有彼此間都動搖不了的信賴關係和團隊默契。故事也以這五位六年級組成員的成長做為描寫重心。
湊智花（聲優：花澤香菜）
慧心學園小學部六年C班的學生，女子籃球社中唯一曾有打籃球經驗的人。擁有一頭桃紅色的短髮，頭髮的旁側再用緞帶束成一小撮髮辮。個性拘謹有禮貌，為人亦相當溫柔體貼，凡事也很常為他人著想，但一扯到籃球就相當不服輸。由於籃球社的其他朋友對自己有恩，因此對她們會有些許的縱容。
第一卷時位置是小前鋒（SF），初始的幾場比賽擔任控球後衛（PG），第四卷開始擔任得分後衛（SG），背號4號。具有十足的爆發力、侵略性和攻擊力，同時具有日本舞的韻律感。但主要的亮點在於跳投的姿勢非常優美，讓包括昴、葵在內的許多人讚嘆。她的球技參照來自德韋恩·韋德（原作者的部落格，2011年7月18日閲覧）。
雖然具有天生的前鋒資質，但在大家的運球尚未熟練之前，負責擔任司令塔－控球後衛的職務。雖然技術和判斷力皆高人一籌，然而缺陷是除了攻擊力無法完全發揮以外，有時會因為縱容於朋友的要求導致會感情用事做出錯誤判斷。直到其他隊員的定位確定之後，便從得分後衛開始打起，並依照狀況可以隨時轉換除了中鋒以外的位置，成為名副其實的控球前鋒，讓隊伍的層次更上一層樓。
另有一獨門招式為側身射籃，這是為了彌補身高上的差距，在跳投時將身體往旁側以避開防守者的攔截，為專門對付昴的招式，在硯谷一戰中也有使出來。由於昴擔心這會影響她原本的跳投姿勢，因此禁止她一天使用三次以上。
為了能夠在比賽中協助隊友獲勝，除了每天磨練單打的技巧外，也不斷學習幫助隊友的戰術和進攻方式。而在每天中午，會偷偷地練習下手投籃，並在第二次與五年級隊的比賽中的關鍵時刻展現出來，奪下了比賽的勝利。
家庭成員有父親湊忍、母親湊花織。由於父母分別是茶道和日本舞的老師，因此也有學習茶道和日本舞。
過去就讀其他小學、並加入籃球社。由於籃球的求勝心強且執著於勝負，對於隊友的要求過高，因此讓隊友們紛紛遠離她而去，她也受到相當大的打擊，她也因為如此而轉學至慧心學園。
原本打算進慧心後不再打籃球、也不打算交朋友，以免過去的事重演，但在某個機緣之下，班上體育課男生對女生的籃球，她有出乎意料的表現，甚至擊敗了同班的男籃社同學。而後她也就開始漸漸受到同學歡迎，最後還受到真帆的慫恿，創立了現在的女子籃球社，並發現籃球除了勝負以外的樂趣，因為如此，智花積極的想保住現在這可以開心打球的籃球社。
在第一卷的比賽結束後，每天都一大早到昴家報到，為的是能夠在昴家庭院的籃框連續投進五十顆球，讓昴成為女子籃球社的正式教練（這就是昴與智花所下的賭注），並在成功之後仍然在每天早上到昴家與昴進行一對一的練習。葵曾說過，如果她持續打籃球到她現在這個年紀的話，一定會比葵自己更厲害。
由於長久以來受到昴的幫助，因此漸漸對昴產生好感。而她和昴的親近關係時常受到朋友的調侃，尤其是紗季和真帆。
第七卷時和昴及愛莉一起組隊和昴的勁敵——須賀龍一展開一場三對三的比賽，但是因為在比賽中頻頻出現失誤而輸掉了比賽。原因在於這是她第一次和昴作為隊友一起出賽，雖然有著不能扯他後腿的決意，但正是因為這種想法加上他和昴作為隊友的關係感到緊張而失常。之後紗季和真帆提議讓她獨自去昴家和他一起過夜，兩人當天晚上互相交心後，加上其他隊員的特訓得到成果，之後和須賀等人再度對戰終於雪恥贏得了勝利。
第八卷遇到了她的對手－陪同昴父親一起回國的法國女孩米米。經過數次的對決後，智花的實力略勝米米一籌，深知實力有段差距的米米則拜智花為師。
三澤真帆（聲優：井口裕香）
慧心學園小學部六年C班的學生，是一位家境富裕的大小姐。特徵為將頭髮綁在兩側的栗色雙馬尾。是一個精力相當充沛的人。個性單純，屬於有話直說的類型，被挑釁時容易衝動。相當容易得意忘形且愛惡作劇，常常變成問題製造者。不過為人亦相當善良且具有正義感，曾經為了愛莉身高的事幫她說話；並且曾經幫助日向解決關於她在營養午餐的問題。
位置是大前鋒（PF），背號5號。剛開始只會定點投籃，這成了她在籃球上的一個缺點，所以爾後開始訓練自己投籃。因為崇拜智花，亦跟著智花用單手投籃，命中率高於紗季，但運球、傳球較弱，在球場上也因為較專注於當時自己想做的事而不太會注意周遭的狀況。
她本身也有很強的體力和爆發力，發現這點的昴開始教導她禁區的攻防技巧以支援擔任中鋒的愛莉。第二卷在竹中夏陽的指導下，學會了從籃框側邊的零角度射籃，並在與D班的球技大賽中成功投進。
對五年級組的比賽中，和日向一起使出了「照顧動物小組之瘋狂大進擊」如同她們照顧動物般的聯合攻勢。
家庭成員有父親三澤風雅、母親三澤萌衣、女僕久井奈聖。父親是世界聞名的服裝設計師，非常有錢，也非常溺愛真帆。由於父親時常不在，所以通常由女僕久井奈照顧她的生活起居。
家中位於豪宅區，主館在一座屬於整個三澤家的小山丘上。除此之外在海邊也有別墅，成了暑假女子籃球社集訓的地點。
五年級的時候在體育課中被智花的籃球給迷住而作為契機，引誘紗季、日向、愛莉組成女子籃球社。不膽怯的天真爛漫的性格成為隊伍中心的存在，且爆發力十足。在男女籃比賽中的重要關頭下，承受壓力投入致勝一球，挽救了女籃的危機。
在學習事情上能夠很快掌握訣竅，因此很容易喜新厭舊，直到接觸籃球才找到了可以讓她全心投入的事情。
和紗季、夏陽是青梅竹馬。由於生性懶散且容易製造麻煩，使得紗季常常出來幫她收拾大局。雖然覺得紗季很囉嗦，但是卻能感受到她的關心。和夏陽的關係在女子籃球社成立之初時因為夏陽單方面的誤解而有疏遠，雖然之後解開這個誤會，但兩人之間仍然不時鬥嘴。小時候也因為常常和夏陽玩在一起，而被他的雙胞胎妹妹敵視，在許多事情上常常吵架，不過真帆卻沒察覺到她們的想法。但是在商店街的活動之後幫助了五年級組，彼此之間的關係也和解了。
永塚紗季（聲優：日笠陽子）
慧心學園小學部六年C班的學生兼班長，真帆的青梅竹馬。平時戴著一副眼鏡，並將淺藍色的頭髮綁成兩個麻花辮，一旦開始打球就會把頭髮往後梳、放下辮子，並戴上護目鏡。
第一卷時位置是得分後衞（SG），其後改為控球後衛（PG），背號6號。最初和真帆一樣學習定點投籃，第二卷中昴教導她運球的基本動作，在球技大賽時唬住了D班的隊員。籃球方面會和真帆互相較勁，投籃能力雖然不如真帆，但是運球動作、球場視野和判斷力均勝過真帆。
雖然判斷力和技術不如智花，但正因為有冷靜以及不受挑釁影響的沉穩性格，在硯谷一戰中正式定位為控球後衛。
家庭成員有父親及母親永塚亞季。家裡是開什錦燒「NAGA塚」專賣店，父親是廚師兼店長，自己也會幫忙店裡準備需要的食材。而她做什錦燒時也都是親自下廚，除了處理食材外不允許他人甘干預。
一開始對籃球沒什麼興趣，且熟知真帆個性的她也認為真帆對於籃球很快就膩了，因此回絕真帆組成女籃社的提議。但真帆為了紗季特地訂造了符合度數的護目鏡，為了不辜負她的苦心，因此一起組成社團並開始接觸籃球。
在硯谷一戰中，擔任控球後衛的表現相當稱職，但是由於隊伍在練習與經驗上和對方差一大截，導致在比賽接近尾聲的時候被逆轉，在比賽最後欲投入反敗為勝的一球卻沒進籃，導致輸了比賽，令紗季相當自責。幸好在真帆的安慰下很快就收拾心情，並重新振作。
和真帆、夏陽是青梅竹馬。雖然對於真帆的個性感到頭痛，且常常替真帆惹出的麻煩收拾善後，但兩人之間彼此還是相當關心對方。由於和真帆的生日只差一天，因此又是大真帆一天的姊姊。
雖然和真帆相比之下較成熟穩重，但亦有頑皮的一面，例如和真帆一樣喜歡拿智花和昴的親近關係開玩笑，亦會不時捉弄另外一位青梅竹馬的夏陽。
對於單方面敵視她的雅美，雖然紗季希望兩人的交情能夠回到之前的友好，卻因為對方單方面因為家裡經營的壽司店一直輸給自家開的什錦燒店而無法嚥下這口氣這點顯得相當無奈。但是在球場上作為對手時，對於對方的表現，紗季也不會主動退讓。後來在鈴蘭商店街的活動時，雅美家的食材遭到毀壞，紗季和其他六年級成員對她們伸出援手幫忙，雅美的敵對心才消失。
袴田日向（聲優：小倉唯）
慧心學園小學部六年C班的學生。體型嬌小，有一身及腰的粉紅色柔順長髮以及洋娃娃般的臉孔。性格我行我素且天然呆，不論何時均不容易產生緊張感。由於天真可愛，因此被昴叫做「日向妹妹」（ひなたちゃん）。
第一卷時位置是控球後衛（PG），其後改為小前鋒（SF），背號8號。雖然體型嬌小且速度不快，不過擁有絕佳的平衡感以及出其不意的進攻方式，讓昴決定把她當成前鋒來訓練。由於身高上的因素，在面對體格較大的對手會比較不利，卻能憑著柔軟的的身軀使出來自下方的切入攻勢。不容易緊張的性格在比賽中也往往有意想不到的效果以及無法捉摸的特性。
在平常的訓練中學習了反手射籃，並在與硯谷的練習賽中成功投進。對五年級組的比賽中，和真帆一起使出了「照顧動物小組之瘋狂大進擊」如同她們照顧動物般的聯合攻勢。本人如同山羊般的切入攻勢也曾經讓竹中雙胞胎無法應對。
家庭成員有父親、母親和妹妹袴田花月。母親和日向非常像；父母對她採放任態度，妹妹一度有對她過度保護的情形。
因為本身的食量較小，討厭的食物相當多，低年級的時候因此導致營養午餐常常沒吃完而被之前的班導師嚴厲斥責，後來真帆偷偷地幫忙把她剩下的營養午餐吃完，才免於繼續挨罵，而認為真帆對她有恩。基於這一點，答應了真帆欲組成女子籃球社的邀約。
因自己的能力與其他的成員相比較差，所以為了趕上大家而不斷自主練習。為了準備班級間的球技大賽，昴曾經看到她在拉單槓做為體能訓練，以及在集訓時的晚上偷偷地請夏陽教她投籃的技巧。
因為妹妹花月曾經因為自己一時的疏失導致她發高燒，讓花月對她有身體差的感覺，而對她過度保護，也因此不讓她參加暑假在海邊的集訓，導致她離家出走並在昴家住了一晚。雖然在昴以及美星的保證下，花月還是讓日向參加集訓，但依舊不放心，在偶然之下和其他人來到集訓地點。雖然日向針對這點提出反駁，但無法改變花月的想法，在其他人的提議下，提議參加附近舉辦的鐵人三項，並讓日向和花月進行馬拉松的比賽。最後日向以些微的差距中跑贏花月，才讓花月改觀。
在這之後開始教花月籃球的技巧，並讓她作為自己的練習對象。因為看出花月的身高優勢，因此藉由平常昴對於愛莉的指導中，傳授她禁區攻防的打法。
香椎愛莉（聲優：日高里菜）
慧心學園小學部六年C班的學生。髮型為棕色的妹妹型鮑伯短髮，且擁有與昴差不多的身高以及相當成熟的體型。個性怕生內向，在身高上有相當的自卑感。在加入籃球社的磨練之後開始逐漸變地堅強。
位置是中鋒（C），背號7號。一開始因為身高的關係因此相當討厭這個位置，但在希望為了替大家有所貢獻以及葵的鼓勵下，進而在葵和哥哥的指導下進行禁區的攻防練習。昴認為適合她的風格較接近歐式中鋒，即所謂的柔性中鋒。此外打球的球風也在葵的指導下慢慢與她相近。
家庭成員有父親、母親和哥哥香椎萬里。家中經營運動器材店，並且有養熱帶魚。雙親都念同一所高中，父親有著壯碩的體格，高中時是打棒球的王牌四號，母親當時則是在打網球。小時候曾經被哥哥斥責導致害怕自己的哥哥，使得兄妹關係失和。雖然兄妹都想要彼此和好但是辦不到，後來哥哥在聽由昴的一席話之後再和愛莉一談，確信了愛莉的意志，才解開這個心結。
因為身高與同年齡的學生相比有著很大的差別，以及小時候哥哥的責備，造成了她軟弱且畏縮不前的性格。也因此對於「大」、「高」等字眼相當敏感。智花和昴都曾經因為在無意間說出這個禁忌字眼害她大哭過。
答應組成女子籃球社的原因也是因為真帆對自己有恩，因為真帆曾經為了自己身高上的自卑感幫她說話。
為了能夠使身體變小，她相信相關的迷信，包括不斷地做重量訓練、相信真帆「因為是四月出生，所以成長較快」的說法、甚至把床做成「棺材」抑制自己繼續長高。昴察覺這點後，在第一卷的男女籃的比賽時反向操作，而祭出了「小前鋒作戰」，任命她當「小」前鋒，實際上給她的指示是中鋒的職掌。比賽結束後昴對她坦白，得知真相時再度嚎啕大哭。之後昴為了不讓她感到太大壓力，沒有再給愛莉額外的意見，希望她能夠順其自然地喜歡上籃球，但卻忽略了她內心想要變強的勇氣。
第三卷中，葵為了測試大家對籃球的決心，進行了一場五對三的比賽。在比賽呈現一面倒的狀況時，受到了葵的言語刺激後，下定了決心不能再拖累大家。之後在葵的言語誘導之下，蓋了一記葵的火鍋，葵旋即稱讚她並給予肯定，從此便踏出勇氣的一步。之後和昴及智花組隊挑戰須賀龍一的隊伍時也一度被對方的氣勢壓倒，但經過哥哥的鼓勵後，已經克服了身高上的自卑感，並展現出她的自信。
小時候因為曾經落水而對游泳產生恐懼，在以前開始上游泳課的第一天完全無法憋氣，之後的游泳課便因為這項心理因素而發高燒。真帆為了幫她克服這項恐懼，請包含昴在內的大家一起在她家的游泳池協助她游泳，但亦是引發昴和慧心女籃社與葵爭執並引發比賽的開端。比賽過後在葵的協助下，再度和大家一起練習游泳，並在該學期第一次的游泳課中顯示訓練的成果。後來在暑期集訓中的鐵人三項活動時，自願參加游泳，並指定智花作為對手。
因為時常受到昴與葵的幫助，因此似乎對昴有好感，而且相當崇拜葵。後來在三澤家舉辦的比賽中遇見了硯谷學園的新人都大路綾，由於對方和過去的自己也有些相似，便以自身的經驗談開導她，自己也成為她崇拜的對象。

### 女子籃球社五年級成員
原本為了對抗真帆、並向女籃社踢館，由竹中雙胞胎成立了另一支女籃隊，而其他隊員也有各自決勝負的對象及理由而加入，和正式的女子籃球隊比賽一場之後，由昴的青梅竹馬荻山葵擔任這支隊伍的正式教練。第二次對決後過了一段時間，才和六年級組合併。
米米·巴爾格里（聲優：久野美咲）
來自法國的小女孩，五年級生。長谷川銀河（昴的父親）的徒弟，也是法國一所籃球俱樂部的成員。擁有一張撲克臉，這樣的特點很難讓人看出想法和攻擊方式。籃球方面擁有十分厲害的球技、過人的反射神經以及「刺探步法」。
因為適應不了夏威夷便隨著銀河來到日本，認識了剛好在長谷川家打擾的智花，並成為朋友。知道智花也有打籃球之後，在銀河的提議下和智花第一次一打一，結果敗於智花手上，因此也視智花為對手。後來進入慧心學園小學部，與袴田花月同班（五年D班）。同時加入五年級籃球隊，為了就是希望能再和智花一較高下。
五年級女籃第一次與六年級女籃的比賽時，一開始眼中只有和智花的對決，而忽略了目前是五個人的團隊合作，導致當時眼界變得狹窄。
之後便進行了秘密特訓，並在三澤家舉辦的籃球對抗賽中的關鍵時刻使出了「轉身跳投」將分數追平，但卻被智花的「下手投籃」還以顏色。之後加入了慧心籃球社的練習，並拜智花為師。
袴田花月（聲優：瀨戶麻沙美）
慧心學園小學部五年D班的學生，袴田日向的妹妹。身高比日向高了約20cm，在四年級時曾於馬拉松大賽中獲得優勝，運動能力極為優秀。真帆和竹中姊妹稱呼她「阿月」（ゲッタン）。
在二年級時曾因為一時疏失，而導致姊姊日向重病高燒，其後便對姊姊日向產生了過度保護的態度。第五集中，對於籃球社暑期集訓的訓練認為對姊姊的負擔過重，但在眾人提議下與姊姊一同參加鐵人三項競賽之後，對姊姊的毅力與體能有進一步的了解。
後來也協助姊姊練習籃球而成為了她的練習對象，並對籃球產生了一點興趣。日向看出她的身高優勢，從社團活動中的經驗當中教導她禁區單打的技巧，在這方面有一定的基礎。
第八卷因為夏陽的話加入了椿和柊所創建的五年級籃球隊，雖然心中有點對不起女籃的大家，但日向卻沒有反對，是五年級組唯一沒有和六年級組有敵對意識的成員。位置是中鋒（C），對愛莉進行防守。
在長年對姊姊過度保護的時候，學會了能夠洞察周圍的風吹草動的機敏能力，這項能力在籃球上能夠彌補她身為中鋒較為缺陷的體格，也一度在比賽中察覺日向的進攻意圖。
竹中姊妹
竹中椿與竹中柊，兩人皆為慧心學園小學部五年A班的學生，竹中夏陽的雙胞胎妹妹，兩人皆為兄控，叫夏陽「葛格」（にーたん），彼此間則以「椿」（つば）、「柊」（ひー）稱呼之，真帆和紗季以「阿春阿冬」（つばひー）稱呼這對雙胞胎姊妹。兩人都很討厭真帆，因為認為小時候她們尊敬的哥哥被真帆搶走的緣故。為了對抗真帆，想到了成立另一支女子籃球社並向她們踢館的作法。
五年級女籃第一次與六年級女籃的比賽時，雙胞胎彼此之間雖然展現了相當有默契的傳球，但比賽之初卻一直沒傳給其他人，導致被六年級看穿她們只有這項武器而成為弱點。經由臨時教練長谷川銀河的開導之後，開始學會傳球，搭配雙胞胎彼此間的默契傳球後，增加的攻擊手段令六年級一度感到防不勝防。
在三澤家舉辦的籃球賽中再度和六年級組對決仍然不幸落敗時，兩人都無法皆受這個事實以及被當成六年級組（尤其是真帆）的「奴隸」，一氣之下就不碰籃球了，直到某天被硯谷學園的復活成員葦原怜那羞辱後激起了對抗意識，並在哥哥的勸說下才再度拾起籃球，隔天重新回到籃球社表達願意一起練習的請求。
後來在鈴蘭商店街的活動時幫助雅美的壽司藤，但是葦原怜那看到雙胞胎時又來挑釁，連帶害得雅美家的重要食材被毀卻不負責任的離開而感到十分火大，此時六年級組對她們伸出援手，她們與真帆的關係也因此和解。在得知縣預賽的第一場對手就是那所在的硯谷時，燃起了復仇的意志。
竹中椿（聲優：津田美波）
髮色較柊明亮，左側別著黃色花朵的髮飾。
竹中柊（聲優：洲崎綾）
髮色較椿略暗，右側別著粉紅色花朵的髮飾。
藤井雅美（聲優：種田梨沙）
慧心學園小學部五年B班的學生，家中經營高級壽司店，因為店家的排行一直輸給紗季家的什錦燒店，而單方面對紗季有所敵視。因為看見紗季投籃成功，想用投籃打敗她，便一直練習長射，目前已經練到擁有能從三分線外精準進籃的技巧。也因為想打敗紗季，在第八卷加入五年級的籃球隊。除了長射以外，其他能力和另外四人相比是都是較差的。
五年級女籃第一次與六年級女籃的比賽時，雖然知道竹中姊妹的武器只有彼此間的傳球會形成弱點，然而竹中姊妹卻聽不進去。直到臨時教練長谷川銀河的整合時，提出長射就交給自己的要求，才有機會展現自己的長射技巧。
之後在三澤家舉辦的比賽中兩個年級再度對決時，一旦隊伍在禁區無法進攻時便會傳給雅美進行射籃。昴在得知這項戰術後便刻意讓紗季製造使她「能夠出手的空檔」，使她在射程範圍之外的距離射籃而產生連續的失誤，不過馬上被葵看穿並適時的叫出暫停，上場後旋即再度進籃而再度恢復自信。
本質上是個守信用的人，在第二次的比賽後雖然對結果相當不甘心，卻還是和六年級組一起練習。
第二次比賽後，決定在鈴蘭商店街的活動贏過紗季，但是硯谷的葦原怜那挑釁雙胞胎時，連帶害得自己家的重要食材被毀卻不負責任離開的態度感到憤怒，此時六年級組對她們伸出援手，也解開了和紗季兩人之間的心結。在得知縣預賽的第一場對手就是那所在的硯谷時，燃起了復仇的意志。

### 顧問及教練團
長谷川昴
七芝高校一年10班的學生，負責排定練習計劃，六年級成員都是由他指導的。
荻山葵
七芝高校一年三班的學生，昴的青梅竹馬，主要負責指導五年級組。
竹中夏陽
男子籃球隊的隊長，竹中雙胞胎的哥哥，協助葵指導自己的妹妹們和五年級組。
篁美星（聲優：伊藤靜）
慧心學園小學部六年C班的班導師、女子籃球社的顧問，昴的阿姨。有著與女高中生看似差不多的體型與樣貌。
家庭成員有姊姊長谷川七夕、外甥長谷川昴。目前是一個人獨居在公寓，但是常常去長谷川家打擾。
由於昴從小就被她捉弄到現在，因此對於昴而言她是個相當可怕的存在。也是替昴貼上蘿莉控標籤的人之一。雖然如此，卻也相當了解昴，因此當她邀請昴協助擔任女子籃球隊被拒絕時，說出了昴內心真正的想法。
由於男子籃球社的顧問質疑女子籃球社只是一個隨性玩玩的社團，令她相當不服氣，在其他老師的排解糾紛下，引發了一場關男女籃球社的比賽，勝負關係到女子籃球賽是否廢社。基於這一點，也是讓她找昴擔任教練的原因。
行事上相當胡來，心機亦相當重，尤其是對於昴。昴開始擔任女子籃球社的正式教練以後常常把很多事情丟給他，令他感到困擾。即使如此，她卻相當照顧她的學生。讓女子籃球社成立契機的比賽除了一方面是喜歡熱鬧以外，一方面也是為了讓轉到自己班上仍孤獨一人的智花能夠融入大家。
擁有相當強力的體術，昴的身體不時會成為她體術的實驗對象。偶爾也喜歡捉動昴和葵的青梅竹馬關係。

### 男子籃球社
因為女籃社的成立奪取了男籃社的部份練習時間，使得男籃社對女籃社有相當大的不滿。
竹中夏陽（聲優：壽美菜子）
慧心學園小學部六年C班的學生，特徵是刺蝟頭。男子籃球隊的隊長兼王牌。有一對雙胞胎妹妹椿和柊。
與真帆及紗季是青梅竹馬，時常與真帆吵架。當真帆開始接觸籃球時兩人開始失和，因為了解真帆對於任何事情都容易喜新厭舊，認為自己喜歡的籃球亦會因此被她瞧不起。因此在女籃社成立時也不看好她們，直到與她們交手之後對於她們的實力感到訝異。後來參加球技大會的集訓，和昴一起見證真帆對籃球是真正投入熱誠之後，兩人才誤會冰釋。即使如此，他仍舊對真帆不時表現的狂妄態度感到反感。
暗戀同班的袴田日向，這件事除了兩位當事者以外其他人都看得出來，也不時會被真帆和紗季拿來當做揶揄的題材。昴更利用這一點，在男女籃球社的比賽中對他設下犯規陷阱。
由於擔心昴在擔任教練時會對日向做出不當的舉動與言行，因此對他有相當的敵意，亦是稱呼他蘿莉控、變態的人之一。雖然如此，他亦肯定昴對於女籃訓練上的成果以及投注的熱誠。
之後機緣之下和葵認識，似乎尊敬她，稱呼她「葵姊姊」（葵おねーさん）。在葵自薦擔任五年級女子籃球隊的正式教練時幫忙推了一把，之後為了幫助自己妹妹們打敗真帆，他亦會在社團活動以外的時間協助葵對於五年級女籃隊的訓練。
菊池（聲優：內山夕實）
慧心學園小學部六年級學生。男子籃球隊隊員。
戶嶋（聲優：平田真菜）
慧心學園小學部六年級學生。男子籃球隊隊員。
深田（聲優：芹亞希子）
慧心學園小學部六年級學生。男子籃球隊隊員。
和久井（聲優：藤田麻美）
慧心學園小學部六年級學生。男子籃球隊隊員。
小笠原（聲優：岩崎了）
男子籃球隊的顧問兼監督。由於雙眼眼角都往上揚，因此被別人在私底下稱做「螳螂」。
一開始相當瞧不起真帆等人的女子籃球社，但在第一卷的比賽中，女子籃球隊打敗男子籃球隊，讓他相當錯愕。

### 其他
羽多野冬子（聲優：佐藤利奈）
慧心學園小學部保健室的保健老師。非常喜歡小孩子，甚至因此辭掉醫學院的工作選擇在慧心學園小學部擔任保健老師的工作。
認為昴與她同樣是蘿莉控，不只對學生，甚至對嬌小體型的美星也抱持濃厚的興趣。曾在葵面前稱他為「同好人士」。但平常稱他為「昴」。真帆稱呼她「阿羽」（ハッチ）。
興趣是替學生們改「花名」，以上除了紗季以外的女主角「花名」都為她的作品（紗季是自己替自己取的），但對智花的仍無頭緒。
山老師
慧心學園小學部六年D班的導師。
老大
慧心學園小學部於30年前就飼養的老山羊，喜歡體育短褲。只要一被摸鬍鬚就非常兇暴，目前只有日向能夠跟牠溝通。

## 七芝高校
昴所就讀的學校。每年都出了不少東大生，是所頗有名的升學學校。
長谷川昴
荻山葵（聲優：伊藤加奈惠）
七芝高校一年三班的學生，平常將頭髮綁在後面束成馬尾，並且有姣好的身材。中學時代的位置是中鋒（C），但是最適合的位置是前鋒（F）。天生擁有敏銳的直覺，也擁有相當出色的球技，唯一的缺陷是身高。很不巧中學的女籃隊中她是最高的，所以由她接下中鋒一職，也因此實力無法充分發揮，而將桐原中學的初戰旋即敗北的紀錄承接了下去。
打球的風格為箭豬突猛進的直衝型，曾因為小時候和昴打籃球時因為昴的速度太慢而和他吵架過。得意的招式是後仰跳投，這是為了彌補擔任中鋒時實在太矮的身高，花了三年練出的射籃技巧。
昴的青梅竹馬，對他有好感。小學至高中都就讀同一所學校，甚至從小學至國中起連續九年都同班，是位個性強勢且有點兇悍的傲嬌少女。一開始也相當擔心受到籃球社禁止活動而消極的昴，但是偶然得知昴擔任小學女子籃球社的教練時相當不滿，除了怕相同的事情又降臨在他身上以外，亦認為他接這項工作是在浪費時間。
不只籃球，連體術也很在行，這方面的專長為自創流派的踢腿攻擊，攻擊對象通常是對昴冠上蘿莉控標籤的上原一成。
高中並沒有繼續加入女籃社的原因是她想要以球隊經理的身份，幫助昴打進全國大賽。因此對於昴管得相當嚴格，當她得知昴忽略課業並且又去教愛莉游泳時相當不滿，當場直接到三澤家欲直接把昴抓回去，在大家的據理力爭之下，希望讓葵打破「她們只是在和一個感情很好的大哥哥玩」的想法。葵為了測試她們的決心，扮起了黑臉，並演變成一場以昴做為賭注的五對三比賽，並不時刺激女籃的大家。在比賽過後葵對她們的決心感到肯定，同時也認為繼續擔任教練對昴以後重建社團有相當的幫助，因此在這之後也不時協助昴對於女籃的教練職務。
由於在這場比賽讓愛莉踏出重要的一步，同時也幫助愛莉克服了她懼怕的游泳，因此是愛莉特別感謝的對象。第七卷和香椎萬里兩人一起訓練愛莉的禁區單打技巧。
在與硯谷學園的練習賽這段時間，曾經懷疑昴會對慧心女籃的成員「下手」，結果他們本身想的都是籃球的事情，而對於她自己的誤解進行反省，也因此在昴等人暑假去海邊集訓的時候挽拒了昴的邀約。在這期間偶然認識了竹中夏陽，並且兩人亦有一對一的對決，閒聊之下得知彼此都跟昴和女子籃球隊都有關係，之後仍舊隨著擔心日向的夏陽及花月前往集訓地點，對於女籃的訓練成果頗為感動。
第八卷末，因為昴的拜託而在五六年級女籃比賽後自薦擔任了五年級女籃的教練。一方面亦是也想要在籃球上和昴較量－不論以何種形式，所以也接下了這項職務。
由於長期和昴一起打籃球，作為隊友時兩人有十足的默契，在第九卷和昴一起去京都旅行的最後一天因某突發事件和昴組隊與兩名大學生進行二打二時，當場打出了以掩護戰術為主的精湛球技，讓在場的慧心女籃社員－尤其是令智花十分嚮往。相對地在作為對手時，對昴等人來說反而成為最可怕的敵人，在第三卷中和智花等人的比賽時不久就看穿昴的戰術，令女籃隊陷入苦戰。十一卷中率領五年級隊和昴的六年級隊作戰時也熟知六年級隊的進攻時間會花很長一段時間，再加上五年級組的經驗不足，因此決定用「跑轟戰術」打快攻，上半場就讓比賽取得領先優勢。不過昴也找到應對的方法，仍以兩分之差輸了比賽。
她與昴的青梅竹馬關係常常受到中學時代的隊友柿園和御庄寺的調侃。
上原一成（聲優：松岡禎丞）
七芝高校一年級學生。葵跟昴的好友，目標東大的資優生，喜歡說一些引起葵跟昴攻擊他的玩笑話，尤其是給昴貼上蘿莉控的標籤這點。
雖然加入了籃球同好會，但本人對籃球沒有興趣，只是在讀書之餘偶爾運動而已，而且他把重心集中在升學考試上，因此一星期只出席一次。柿園稱呼他為「阿成」（カズたん）。
水崎新
七芝高校三年級學生。是籃球社的社長。男子籃球社被禁止社團活動一年的罪魁禍首。由於他與籃球社顧問的十一歲女兒談戀愛的事被發現，導致問題發生。最後牽連整個男子籃球社，全社被禁止社團活動一年。
香椎萬里（聲優：濱田賢二）
七芝高校一年級學生。愛莉的哥哥。身高約有195cm，位置是中鋒（C）。因為其高大身型和防守力強，在橋田中學時即有「萬里長城」的稱號。
因為以前不小心將愛莉從船上推落池塘造成愛莉對游泳的恐懼，也曾經斥責她「長這麼高還那麼會哭」造成愛莉性格變得畏縮，也使得兄妹關係產生裂痕。
在籃球社被禁止活動之後便加入了排球社，因此停練了一陣子的籃球，當得知自己的妹妹開始打籃球時，察覺心中仍然對籃球放不下。因此聽聞有人組成籃球同好會為重建籃球社做準備時，在楢山啟太的聯絡下與長谷川昴碰面。昴一開始記錯他的姓氏為「鹿島」，在自我介紹及閒聊中卻發現是愛莉的哥哥。從昴口中得知愛莉在昴的教導下開始練習籃球時，一開始以為昴拐走了他的妹妹而在盛怒之下打了他，卻相當後悔。之後和昴見了第二次面，從昴口中得知愛莉對於籃球的熱誠，並確認了愛莉的心意之後解開了兄妹之間的心結，在協助愛莉訓練籃球時也見證自己的妹妹確實變堅強了。之後成為籃球同好會的新成員，真帆稱呼他為「哎里」（ばんりーん），柿園和御庄寺亦跟著如此稱呼之。
本質上是個妹控，一旦見到愛莉有優異表現便會立刻感動不已。
認為理想的中鋒為正統的風格－剛性中鋒，即利用體型的優勢稱霸籃下。雖然比較不喜歡愛莉那類的柔性中鋒的風格，但也尊重她的打法。

## 主要角色的親屬
長谷川七夕（聲優：能登麻美子）
昴的母親，美星的姊姊。由於這對姊妹年齡相距頗大，因此頗溺愛自己的妹妹。
是一名非常溫柔的母親，有點天然呆，對於自己的兒子到現在似乎仍把他當成小孩子，諸如叫他「小昴」（昴くん），問他是否要跟自己一起洗澡、摸他的頭等等，讓自認為已經是大人的昴感到困擾，但是對昴亦相當的關心。一開始對於昴不再打籃球而感到難過，但之後看見他有在教智花等人打球而開心了起來。丈夫長期派駐外地。非常擅長料理，但經常煮過量的食物。
為人非常好客，由於家裡通常只有她和昴兩個人，所以有客人前來拜訪時都會招待她們。銀河稱呼她「七夕親親」（なゆなゆ），真帆稱呼她「阿夕」（なゆっち）。
長谷川銀河（聲優：子安武人）
昴的父親，大學副教授，專攻地質學，為人爽朗，不拘小節。
打籃球非常在行，是昴想擊敗的對手。曾經是七芝高級中學籃球社傳說中的王牌，位置是大前鋒（PF）。身型高大（186公分），肌肉發達，打籃球的風格是利用壯碩的身體和平衡感從中距離衝到籃下，因此有了「飛空冷凍鮪魚」的稱號。
因為打籃球所鍛鍊出來的體力與耐力，而進入了地質學這項領域，並在大學三年級從大學籃壇引退。由於研究的性質，需長期在外地工作。目前在夏威夷進行研究，九月帶著米米回日本一趟。由於到現在依舊和七夕處於熱戀狀態，令昴和美星感到相當不自在。昴在這段期間想要讓銀河見識他的成長，可是每次向他挑戰一對一仍舊全部敗北。
第八卷時受昴的委託，擔任五年級女子籃球隊的臨時教練。
湊花織（聲優：內山夕實）
智花的母親。日本舞的老師。支持智花的籃球。到長谷川家拜訪時與七夕意氣相投。為人開朗，但亦有頑皮的一面。真帆稱呼她「阿織」（かおりん）。
湊忍（聲優：置鮎龍太郎）
智花的父親，負責教授智花茶道。因為智花在前一所學校遇到霸凌事件後轉學，而對籃球抱有壞印象。在夏日祭典的時候經由昴與其他的女籃社員的真情告白而改變想法。
三澤風雅（聲優：丹澤晃之）
真帆的父親，是知名品牌「FroM」的時裝設計師，因為常常出差所以不在家。非常溺愛真帆。第九卷實施緊急狀況訓練時被昴干擾，和昴談過後對他非常中意，甚至有意要讓昴成為自己女兒的未婚夫。是個女僕控。
之後在昴的請求和真帆的意願之下，舉辦了小學的迷你籃球比賽，包含慧心的兩支隊伍以及硯谷學園的女籃隊皆來參加。最後由慧心的六年級隊贏得冠軍，而贈送球衣作為她們的獎品。
三澤萌衣
真帆的母親，擁有栗色的直髮和清澈的眼神和真帆有些相似，但沉穩的氣質則和她相反。在家裡是負責扮黑臉的角色，對真帆來說是如同天敵般的存在。
久井奈聖（聲優：佐倉綾音）
三澤家的女僕。同時也負責照顧真帆的生活起居。被真帆稱為「山原」。第九卷時在施行緊急狀況實習訓練的時候，因為穿黑衣服而被昴和夏陽當成壞人。
永塚亞季（聲優：伊藤美紀）
紗季的母親，時常跌倒，有點天然呆。
紗季的父親（聲優：山野井仁）
本名不詳。是什錦燒店「NAGA塚」的老闆。

## 籃球同好會
七芝高中男子籃球社被禁止活動後，由昴等人組成的非正式團體。成員有昴、葵、一成以及以下兩位葵的國中同學，後來又加入了香椎萬里。
柿園五月（聲優：大龜明日香）
葵在初中時的社員，目前就讀於北高。高中後進入籃球社，但由於社團過於嚴苛，所以退社。綽號是阿園（ゾノ）。
特徵為梳成旁分的短髮，常常和御庄寺一搭一唱，並消遣昴和葵的青梅竹馬關係，讓昴等人覺得每次和她們對話都會很累。
稱呼葵為「社長」，稱呼昴為「大師」。
御庄寺多惠（聲優：茅野愛衣）
葵在初中時的社員，目前就讀於北高。高中後進入籃球社，但由於社團過於嚴苛，所以退社。綽號是阿寺（ショージ），自稱「敝公司」。
特徵為波浪捲的棕髮和雀斑，常常和柿園一搭一唱，並消遣昴和葵的青梅竹馬關係，讓昴等人覺得每次和她們對話都會很累。
與野火止姊妹有親戚關係，因此幫忙安排慧心女籃社與硯谷籃球社的共同練習。中學時代的位置是控球後衛（PG）。稱呼昴為「大師」。

## 硯谷女子學園
整所學校位於遠離市區的山區內，是住宿制的女校。籃球社相當有實力。
野火止麻奈佳（聲優：佐藤聰美）
硯谷女子學園高中部二年級，籃球社。因右腳受傷接受治療而暫停籃球活動且擔任硯谷小學部迷你籃球社的臨時教練。是葵崇拜的對象。第七卷末腳傷的手術成功後傳了封簡訊給昴和葵，並期待再度與他們對戰。
第十一卷中帶著五年級隊參加三澤家舉辦的比賽，結果輸給慧心學園的六年級組。
後來也和昴與葵等人的籃球同好會一起活動，有親戚關係的御庄寺稱呼她為「chunchun」（ちゅんちゅん）。
野火止初惠（聲優：川澄綾子）
硯谷女子學園小學部迷你籃球社顧問。麻奈佳的姊姊。起初昴等人到硯谷學園時，由她接待，但對昴等人非常冷漠。
藍田未有（聲優：伊瀨茉莉也）
硯谷女子學園小學部六年一班的學生，也是迷你籃球社的隊長兼王牌，背號4號。討厭男生，個性傲慢。雖然擁有一流的實力，但是會視情況是否決定認真比賽。
原本瞧不起慧心學園籃球社的實力，在練習賽中也不把比賽當成一回事的散漫態度旋即被換下場，卻見到兩隊的分數差距漸漸拉開，於是在最後一節請求上場並認真面對比賽。上場之後硯谷急起直追，最後以一分之差贏得比賽，比賽後也對慧心的實力另眼相看，在得知區域預選賽第一場對手就是慧心時也燃起了求勝的鬥志。
崇拜的對象是Allen Iverson。
塚田久美（聲優：籠瀨千惠子）
硯谷女子學園小學部迷你籃球社社員六年級生，背號5號，位置是中鋒（C）。
甲本美鈴（聲優：杉浦奈保子）
硯谷女子學園小學部迷你籃球社社員六年級生，背號6號，位置是控球後衛（PG）。
矢作蘭（聲優：西口杏里沙）
硯谷女子學園小學部迷你籃球社社員六年級生，背號7號。
橘百江（聲優：持月玲依）
硯谷女子學園小學部迷你籃球社社員六年級生，背號8號，位置是大前鋒（PF）。
奥田伸江（聲優：巽悠衣子）
硯谷女子學園小學部迷你籃球社社員五年級生。
中野夢（聲優：山崎遙）
硯谷女子學園小學部迷你籃球社社員五年級生。
北野若菜（聲優：小澤亞李）
硯谷女子學園小學部迷你籃球社社員五年級生。
都大路綾（聲優：原由實）
硯谷女子學園小學部五年三班的學生，也是迷你籃球社社員五年級生備受期待的新人，比麻奈佳還高上數公分。位置是中鋒（C），背號12號。
原本是體操社的成員，在身高突然間長高後開始產生了或許更適合加入運動社團的想法。剛加入社團時表現並不是很傑出，但在和與自己有同樣經歷的愛莉聊過天、以及在比賽上愛莉親自用表現告訴她身高的重要性後，除了將她視為崇拜的對象，也視為追趕的目標。
葦原那（聲優：長谷川明子）
原本是硯谷女子學園小學部迷你籃球社社員五年級球員，個性囂張跋扈，實力很強卻不聽從隊長的指揮。在慧心與硯谷的練習比賽前就因為與未有起了爭執而退社，直到最近才重回社團。背號13號。
在三澤家舉辦的籃球賽後不久就因為羞辱竹中雙胞胎，在鈴蘭商店街的活動又毀了雅美家的食材，為此雙胞胎和雅美都誓言要給她好看。

## 其他登場人物
須賀龍一（聲優：淺沼晉太郎）
伊戶田商業高中一年級生。對籃球非常厲害，擁有被稱做王牌的技術「刺探步法」，打球的方式與昴相反，是「火」一般的籃球。為人相當狂妄，是昴一直的追趕目標。
昴等人曾經一度敗在他的手裡，最後昴終於找出擊敗他的方法。由於一對一時昴也無法守住他的攻擊，因此再度與昴對戰之後，自認為不算完全輸，昴也認為還不算完全贏他。
四谷奈那（聲優：下田麻美）
中學一年級生，龍一的表妹。個性很自大而且目中無人。
尾高真弓（聲優：巽悠衣子）
中學一年級生，奈那的朋友。對於朋友奈那的命令似乎是盲從。
楢山啟太
昴在初中時期的好友，與昴久未連絡，在小說版第七集時才以電話再次和昴恢復聯繫。